# Saint-Aubin, Indre
Saint-Aubin là một xã ở tỉnh Indre khu vực trung bộ Pháp. Xã này có diện tích 28,32 km², dân số thời điểm năm 1999 là 169 người. Khu vực này có độ cao trung bình 160 mét trên mực nước biển.